# Demoxepam
Il demoxepam è uno psicofarmaco della categoria delle benzodiazepine. Possiede proprietà ansiolitiche, anticonvulsanti, sedative, miorilassanti. Il demoxepam è comunemente utilizzato per trattare i disturbi d'ansia, l'insonnia e gli spasmi muscolari.